# Onchidoris neapolitana
Onchidoris neapolitana é uma espécie de molusco pertencente à família Onchidorididae.
A autoridade científica da espécie é Delle Chiaje, tendo sido descrita no ano de 1841.
Trata-se de uma espécie presente no território português, incluindo a zona económica exclusiva.